# Fariba Rahimi
Fariba Rahimi (in persiano: فریبا رحیمی; Teheran, 18 settembre 1979) è una modella norvegese.
Rahimi è nota anche per il suo lavoro Versace e per i suoi ruoli in molti film africani.
È anche membro del Forbes Business Council.

## Biografia
Nata in Iran, si è trasferita in Turchia ed è arrivata in Norvegia a 18 anni. Rahimi è anche infermiera e ha lavorato per due anni per una agenzia di modelle di Trondheim, in Norvegia.
Fariba è nata in una famiglia musulmana ma è diventata atea. I suoi genitori lavoravano per lo Scià di Persia.
Dopo la Rivoluzione Islamica del 1979 in Iran, all’età di 16 anni Rahimi ha lasciato il paese per sfuggire al regime rigido e perseguire la sua carriera di modella. Si è trasferita in Turchia ed è arrivata in Norvegia all'età di 18 anni.

## Carriera
Rahimi ha iniziato la sua carriera da modella nel 2002 a 22 anni. Per due anni ha lavorato per un’agenzia di modelle del luogo, ma ha lasciato nel 2004 per proseguire i suoi studi. È tornata a dedicarsi alla carriera da modella quando ha compiuto 38 anni e ha lavorato come modella per il popolare marchio Versace.
Dopo il ritorno al lavoro come modella a 38 anni, è apparsa in numerose riviste in tutto il mondo Durante la sua carriera ha partecipato anche alla sfilata di moda di Versace a Milano due volte nel 2018.

### Recitazione
Rahimi è anche un'attrice ed è apparsa in diversi film africani.